# Mandres-aux-Quatre-Tours
Mandres-aux-Quatre-Tours é uma comuna francesa na região administrativa de Grande Leste, no departamento de Meurthe-et-Moselle. Estende-se por uma área de 10,24 km². Em 2010 a comuna tinha 191 habitantes (densidade: 18,7 hab./km²).